# Juan Cristóbal de Hohenzollern-Haigerloch
Juan Cristóbal de Hohenzollern-Haigerloch (en alemán, Johann Christof von Hohenzollern-Haigerloch) (Haigerloch, 1586 - Haigerloch, 1620) fue el segundo conde de Hohenzollern-Haigerloch.

## Biografía
Juan Cristóbal era el hijo mayor del conde Cristóbal de Hohenzollern-Haigerloch, de su matrimonio con Catalina (m. después de 1608), hija del barón Cristóbal de Welsperg. Juan Cristóbal todavía era menor de edad cuando heredó el Condado, y sus tíos, Eitel Federico IV de Hohenzollern y Carlos II de Hohenzollern-Sigmaringen, asumieron la regencia y la tutela.
Sirvió en el ejército imperial y vivió la mayor parte del tiempo en Viena. En 1608, en Sigmaringen, contrajo matrimonio con su prima María Isabel (1592-1659), hija de su ex tutor, el conde Carlos II de Hohenzollern-Sigmaringen. Este matrimonio no tuvo hijos. En 1612, adquirió el Castillo de Haag-Schlössle en Haigerloch, donde viviría su viuda después de su muerte.
Su padre había empezado la construcción de la iglesia católica del castillo. Durante el reinado de Juan Cristóbal, esta fue completada. La iglesia fue consagrada en 1609.
Cuando estalló la guerra de los Treinta Años en 1618, Juan Cristóbal fue seleccionado como comandante del Castillo de Hohenzollern.
Juan Cristóbal murió en 1620. Como no tenía hijos, fue sucedido por su hermano menor, el conde Carlos de Hohenzollern-Haigerloch.